# Dicranomyia (Dicranomyia) delicata
Dicranomyia (Dicranomyia) delicata is een tweevleugelige uit de familie steltmuggen (Limoniidae). De soort komt voor in het Oriëntaals gebied.